# Левая социал-демократическая партия Швеции (1921)
Левая социал-демократическая партия Швеции, ЛСДПШ (швед. Sverges Socialdemokratiska Vänsterparti, SSV) — политическая партия в Швеции, созданная в 1921 года в результате раскола в ЛСДПШ.

## Краткая история
В 1921 году большинство левых социал-демократов соглашается с «Двадцать одним условием приема в Коминтерн», и переименовывает себя в Коммунистическую партию Швеции. Меньшинство организации выходит или исключается из партии, и продолжает действовать в качестве Левой социал-демократической партии. Лидером ЛСДПШ являлся Ивар Веннерстрём (Ivar Vennerström). Издавала газету «Västerbottens Folkblad». Партия принимала участие в парламентских выборах 1921 года, на которых получила 2,2 % и 6 парламентских мест, на муниципальных выборах в 1922 году — 1,8 % голосов. В 1923 году ЛСДПШ вливается обратно в социал-демократическую партию.